# Гончаренко Вадим Миколайович
Вади́м Микола́йович Гончаре́нко —  доктор медичних наук, професор, заслужений лікар України; керівник Центру жіночого здоров'я.

## З життєпису
У 1994 році закінчив Ленінградську військово-медичну академію ім. С. М. Кірова. Неодноразово проходив стажування в закордонних клініках (Університетська клініка Клермон Ферран, Університетська клініка Фрайбурга, Росія, Ізраїль, Фінляндія) — питання оперативної гінекології, онкогінекології та репродуктології. Член європейської асоціації гінекологів.
Професор кафедри акушерства та гінекології № 3 Національного медичного університету імені О. О. Богомольця.
Автор більш як 150 друкованих праць, серед них 14 навчальних посібників та довідників.
Керівник курсу пластичної і лазерної гінекології післядипломної освіти.

## Серед робіт
- навчальний посібник «Розробка, впровадження та вдосконалення системи управління якістю в закладах охорони здоров'я»; співавтори Ігор Петрович Семенів, Андрій Степанович Котуза, Владлена Геннадіївна Дубініна, Андрій Миколайович Строкань.

## Нагороди
- Заслужений лікар України[1]